# Bonnie Raitt
Bonnie Raitt (8 de novembro de 1949) é uma cantora, musicista e compositora americana. Em 1971, Raitt lançou seu álbum de estreia autointitulado. Depois disso, ela lançou uma série de discos extremamente aclamados pela crítica que incorporaram elementos de blues, rock, folk e música country. Ela também atua como musicista de estúdio e colaboradora de outros artistas, incluindo Warren Zevon, Little Feat, Jackson Browne, the Pointer Sisters, John Prine e Leon Russell.
Após vários anos de sucesso comercial limitado, ela teve um grande êxito com seu décimo álbum de estúdio, Nick of Time (1989), que incluía a música "Nick of Time". O disco alcançou o primeiro lugar na parada Billboard 200 e ganhou o prêmio de Álbum do Ano nos Grammys. Desde então, a obra foi selecionada pela Biblioteca do Congresso para preservação no Registro Nacional de Gravações dos Estados Unidos. Seus dois álbuns seguintes, Luck of the Draw (1991) e Longing in Their Hearts (1994), foram bem recebidos comercialmente e geraram vários singles de sucesso, incluindo "Something to Talk About", "Love Sneakin' Up On You" e a balada "I Can't Make You Love Me" (com Bruce Hornsby no piano). Seu single "Just Like That" ganhou o prêmio de Canção do Ano no Grammy de 2022.
Raitt já recebeu 13 Grammys, de 30 indicações, bem como um Grammy Lifetime Achievement Award. Ela ficou em 50.º lugar na lista dos "100 Maiores Cantores de Todos os Tempos", elaborada pela Rolling Stone e em 89.º quando listados os "100 Maiores Guitarristas de Todos os Tempos". Certa vez, o artista australiano Graeme Connors disse: "Bonnie Raitt faz algo com uma letra que ninguém mais pode fazer; ela a dobra e a torce direto no seu coração".

## Discografia
- Bonnie Raitt (1971)

- Give It Up (1972)

- Takin' My Time (1973)

- Streetlights (1974)

- Home Plate (1975)

- Sweet Forgiveness (1977)
- The Glow (1979)
- Green Light (1982)
- Nine Lives (1986)

- Nick of Time (1989)
- Luck of the Draw (1991)
- Longing in Their Hearts (1994)
- Fundamental (1998)
- Silver Lining (2002)
- Souls Alike (2005)
- Slipstream (2012)
- Dig In Deep (2016)
- Just Like That... (2022)